# 河北警察署
河北警察署（かほくけいさつしょ）は、宮城県警察が管轄する警察署のひとつである。

## 沿革
- 1879年 - 石巻警察署飯野川分署として発足[1]。
- 1886年 - 一群一署制により飯野川警察署として独立[1]。
- 1955年 - 宮城県河北警察署と改称[1]。
- 1982年 - 現在地に移転[1]。

## 内部組織
- 警務会計課
  - 警務会計係
  - 相談係
  - 被害者支援係
  - 留置管理係

- 生活安全課
  - 生活安全係

- 地域課
  - 地域係

- 刑事課
  - 捜査係
  - 鑑識係

- 交通課
  - 交通係

- 警備課
  - 警備係

## 交番
管内に交番はない。

## 駐在所
- 大谷地駐在所 - 石巻市小船越字後8-1[2]
- 二俣駐在所[2] - 石巻市大森字小待井下18-4
- 大川駐在所[2] - 石巻市福地字大正13-2
- 雄勝駐在所[2] - 石巻市雄勝町雄勝字下雄勝12-28
- 桃生駐在所[2] - 石巻市桃生町寺崎字寺崎9-1
- 樫崎駐在所[2] - 石巻市桃生町樫崎字荒戸73-4
- 神取駐在所[2] - 石巻市桃生町神取字土手前37-1
- 北上駐在所[2] - 石巻市北上町十三浜字小田93-35